# دييغو باريوس بيريز
دييغو باريوس بيريز (بالإسبانية: Diego Barrios Pérez)‏ (30 يوليو 1994 في إسبانيا - ) هو لاعب كرة قدم إسباني في مركز حراسة المرمى. لعب مع نادي سان سباستيان دي لوس رييس.

## وصلات خارجية
- دييغو باريوس بيريز على موقع قاعدة بيانات كرة القدم.إي يو (الإنجليزية)
- دييغو باريوس بيريز على موقع Soccerway.com (الإنجليزية)